# وادي دلال (مذيخرة)

تعديل مصدري - تعديل

وادي دلال محلة تابعة لقرية الريس، التابعة لعزلة حمير بمديرية مذيخرة إحدى مديريات محافظة إب في الجمهورية اليمنية.، بلغ تعداد سكانها 98 حسب تعداد اليمن لعام 2004.